# Alfredo Rojas
Alfredo Hugo Rojas Delinge (Lanús, 20 de fevereiro de 1937 – Buenos Aires, 16 de junho de 2023) foi um futebolista argentino que competiu na Copa do Mundo FIFA de 1966.

## Carreira

### Clubes
Rojas começou a sua carreira no Lanús em 1956 e sua participação na Copa do Mundo de 1958 abriu as portas para uma transferência na Europa. Ele foi para o Celta de Vigo em meados de 1959, mas o clube foi rebaixado e Rojas se transferiu para o Real Betis no fim da temporada.
Alfredo Rojas retornou à Argentina para assinar com o River Plate, mas passou a maior parte do tempo sentado no banco. Em 1962, ele se mudou para o Gimnasia de La Plata, marcando dezessete gols em seu primeiro ano. Depois de mais uma temporada com a equipe de La Plata, Rojas se transferiu para o Boca Juniors.
"El Tanque" jogou quatro temporadas com o Boca Juniors, vencendo o Campeonato Argentino de 1965, e se tornando um dos mais importantes e amados jogadores da Boca dos anos 1960. De 1964 a 1968, disputou 102 partidas no campeonato, marcando 46 gols.
Em 1968, o Boca Juniors deu a Rojas uma transferência gratuita para ele se mudar para a equipe chilena do Universidad Católica, onde terminou sua carreira.

### Seleção
Pela Seleção Argentina, ele jogou a Copa do Mundo de 1958 e de 1966. Ele ganhou a Copa das Nações de 1964 (Copa de las Naciones).

## Morte
Rojas morreu em 16 de junho de 2023, aos 86 anos, em Retiro, Buenos Aires.

## Títulos
- Primeira Divisão: 1965
- Copa das Nações: 1964